# Krzyż Obrońców Węzła Zagórskiego
Krzyż Obrońców Węzła Zagórskiego – polska odznaka pamiątkowa nadawana za udział w walkach obrony infrastruktury kolejowej miasta Zagórza przed Ukraińcami od listopada 1918 podczas wojny polsko-ukraińskiej.
Krzyże były odlane w brązie, wytłaczane w parowozowni Zagórskiej. Był zawieszany na wstążce. Na rewersie był numer kolejny. 
Na początku 1920 kpt. Antoni Kurka wnioskował o przygotowanie spisu uczestników obrońców kolei w Zagórzu za czas od 1 listopada do 20 grudnia 1920. Tenże oficer, pełniący stanowisko komendanta wojskowego w powiecie sanockim przyznawał Krzyż Obrońców Węzła Zagórskiego. W dniu 7 listopada 1920 odbyły się w Zagórzu uroczystości drugiej rocznicy oswobodzenia miasta, podczas których wręczano honorowe odznaki Krzyża Obrońców Węzła Zagórskiego.
Odznaczeni zostali: Jan Puzdrowski, Juliusz Zaleski, Edward Solon, a także zagórscy kolejarze, w tym m.in. Filip Schneider, Zygmunt Grzebień.
Egzemplarz Krzyża Obrońców Węzła Zagórskiego został umieszczony jako dar wotywny w kościele Wniebowzięcia Najświętszej Maryi Panny w Zagórzu.